# Basilika Unserer Lieben Frau von Lledó

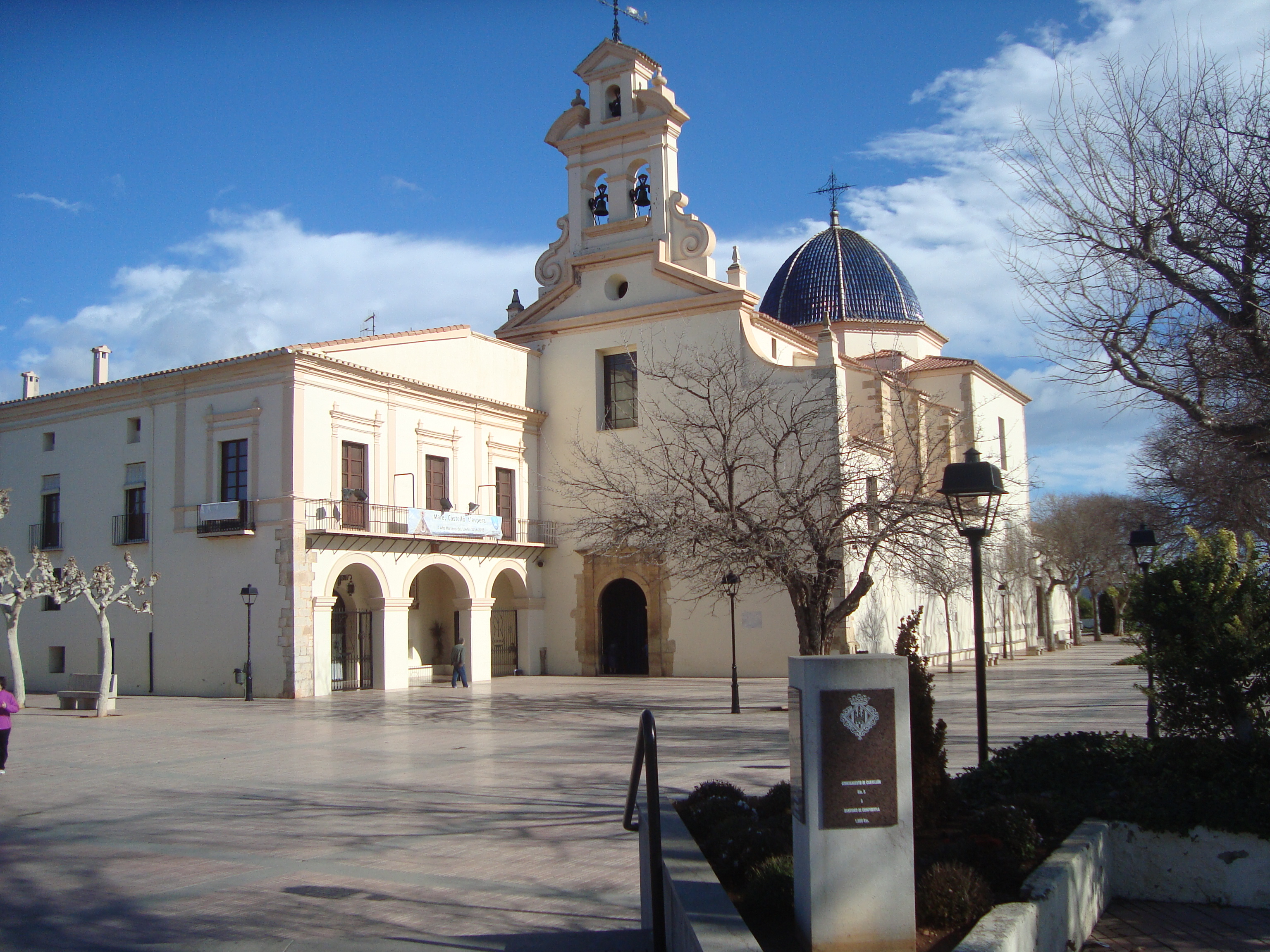
Basilika Unserer Lieben Frau von Lledó in Castellón

Die Basilika Unserer Lieben Frau von Lledó (valencianisch Basílica de la Mare de Déu del Lledó, spanisch Basílica de Nuestra Señora del Lledó) steht in der spanischen Mittelmeerstadt Castellón de la Plana. Die Basilica minor zählt aufgrund des Gnadenbildes der Jungfrau von Lledó zu den wichtigsten Heiligtümern im ländlichen Raum der Valencianischen Gemeinschaft.

## Lage
Die Basilika steht nordöstlich des Stadtkerns. In direkter Nachbarschaft zur Basilika befinden sich vor allem Plantagen und einzelne kleinere Wohnhäuser. Das Gelände der Basilika wird westlich durch eine Mauer von der Hauptstraße abgetrennt. Westlich und südlich ist die Basilika von einem Platz umgeben, auf dem vereinzelt Bäume stehen. Direkt nordwestlich grenzt ein Gebäude an das Kirchengebäude. Nördlich der Kapelle liegt ein größerer Parkplatz.

## Geschichte
Überlieferungen zufolge fand 1366 ein Bauer beim Pflügen das Gnadenbild der Jungfrau von Lledó, welche heute die Hauptpatronin Castellóns ist. An dem Fundort wurde im 14. Jahrhundert eine kleine Kapelle errichtet, die aufgrund des Gnadenbildes zu einem Wallfahrtsort wurde. Der früheste Beleg der Existenz der Kapelle stammt aus dem Jahr 1374.
Im Jahr 1572 wurden Umbauarbeiten an dem Kirchengebäude vorgenommen. Die Errichtung der heutigen Kirche begann 1724 unter der Leitung des Architekten Pedro Juan Labiesca und wurden 1731 abgeschlossen.
Die Kirche wurde durch Papst Johannes Paul II. am 1. Mai 1983 zur Basilica minor erklärt.

## Architektur
Die Kirche im Stil des Klassizismus und der Bauform einer Basilika hat einen rechteckigen Grundriss. Sie besitzt ein Mittelschiff und ein Querschiff, die gemeinsam ein lateinisches Kreuz bilden. Der Obergaden des Mittelschiffs wird von rechteckigen Fenstern durchbrochen. Die Vierung wird von einer mit blauen Dachziegeln gedeckten Vierungskuppel gekrönt. Ein Glockengiebel überragt die westliche Giebelwand. Das Eingangsportal stammt vom Vorgängergebäude aus dem Jahr 1572.

## Ausstattung
Die Basilika beherbergt das kleine Gnadenbild der Jungfrau von Lledó, welches sich ursprünglich in einer Monstranz befand und heute in ein Marienbildnis integriert ist. Es wurde im 16. Jahrhundert aus Alabaster hergestellt und stammt vermutlich aus einer italienischen Werkstatt. Im Inneren der Basilika sind zusätzlich auch Metallarbeiten, Skulpturen, Stickereien und einige Gemälde ausgestellt.

## Galerie

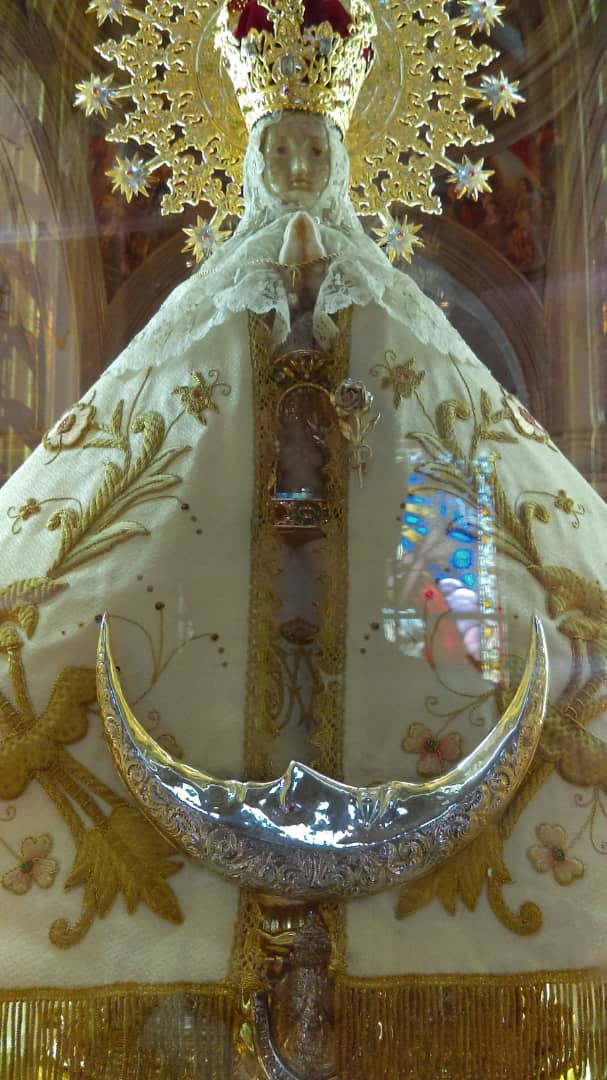
Marienbildnis mit integriertem Gnadenbild der Jungfrau von Lledó
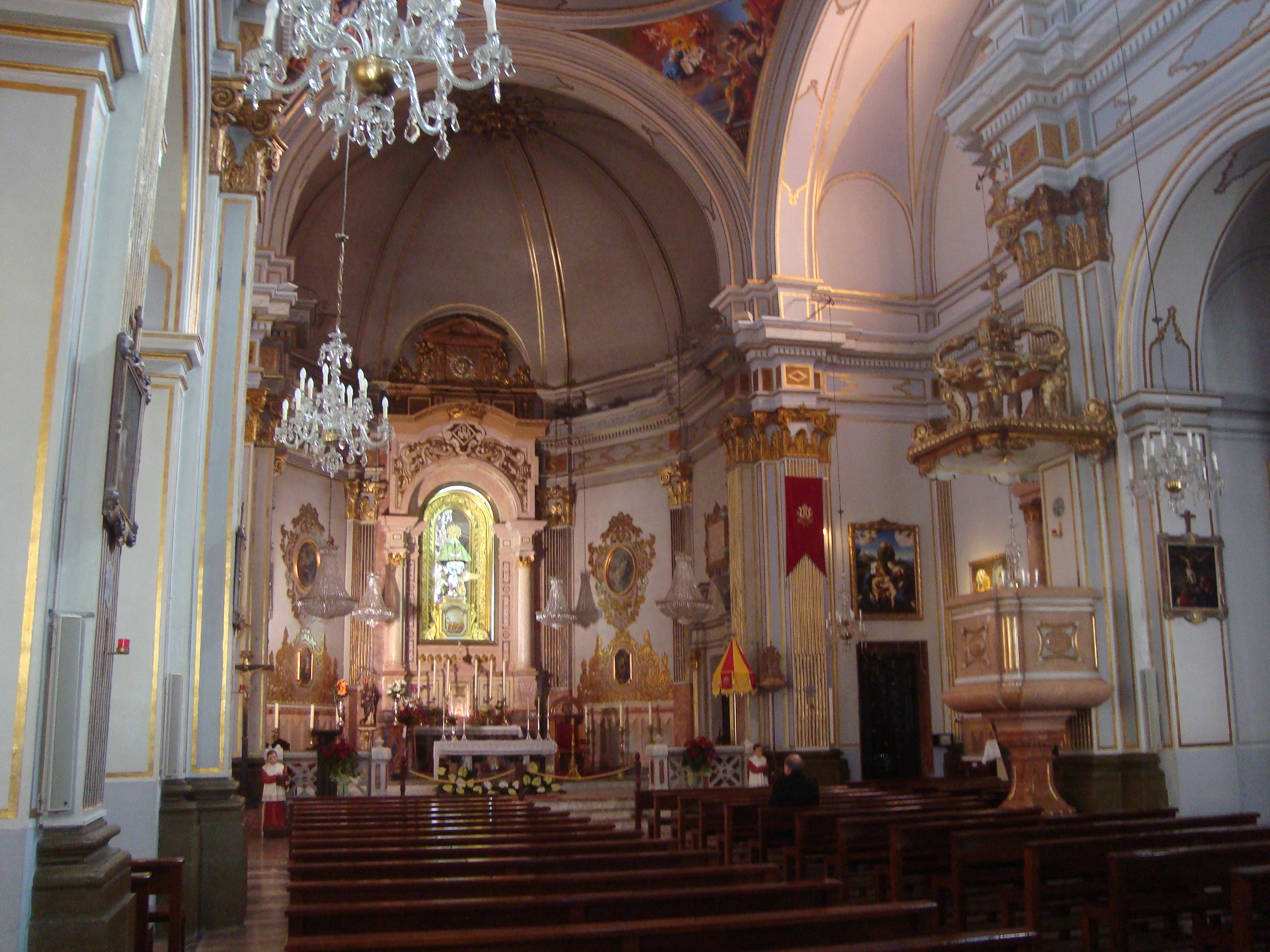
Kirchenschiff
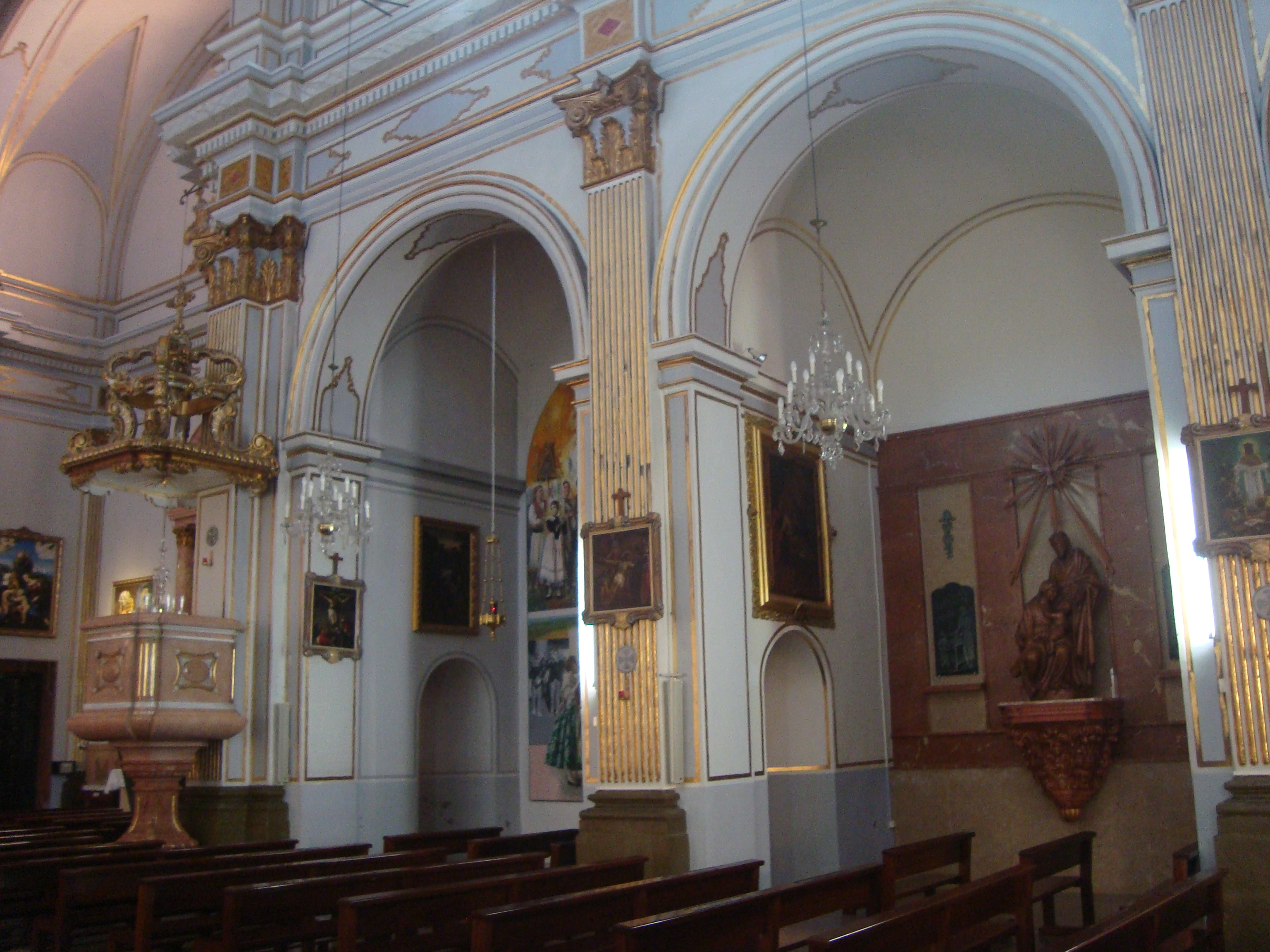
Blick in die Seitenkapellen
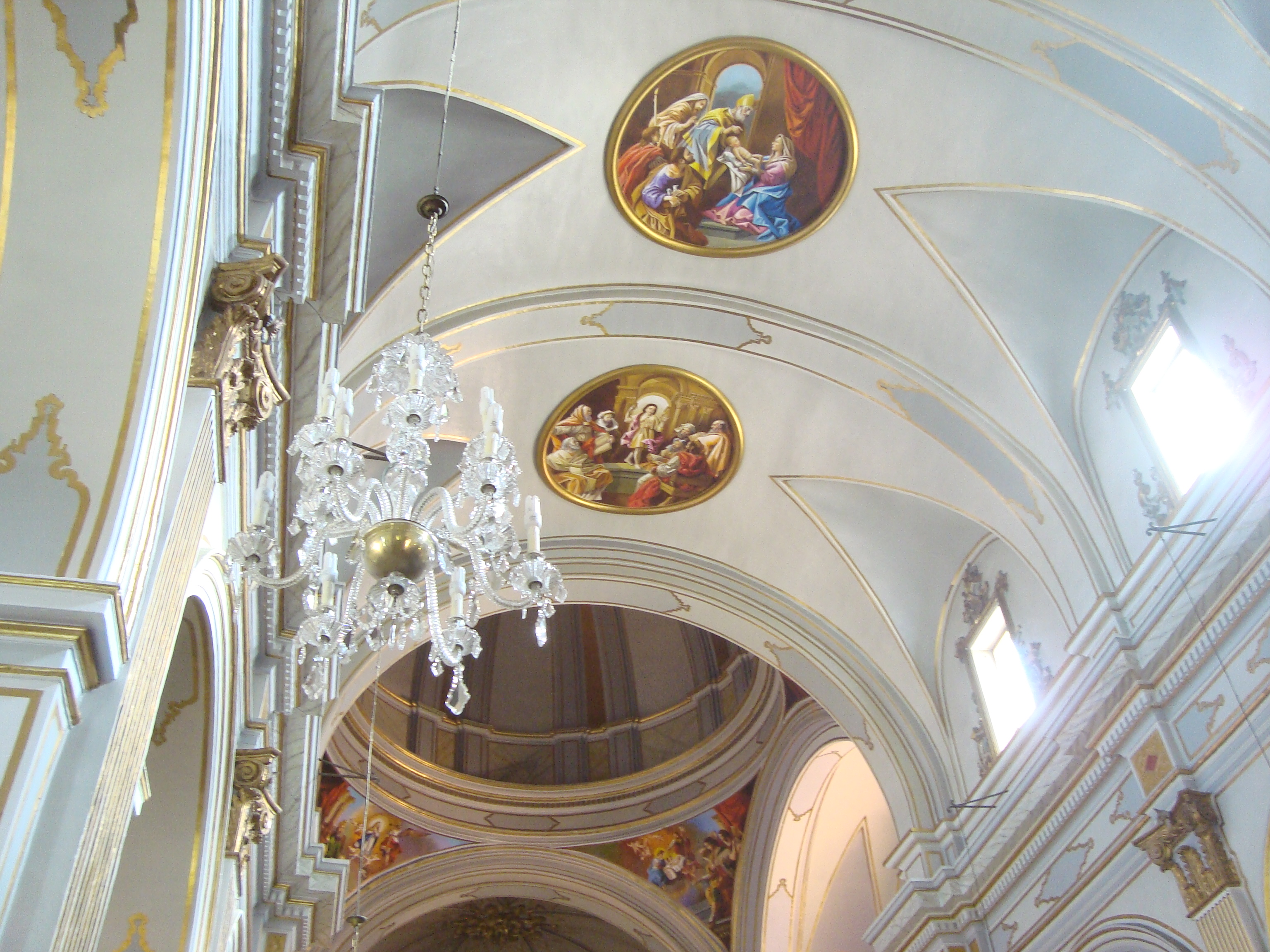
Deckengewölbe